# Sebi
Sebi è un singolo del duo musicale sloveno Zala Kralj & Gašper Šantl, pubblicato il 16 febbraio 2019 come quarto estratto dall'EP Štiri e successivamente incluso nel primo album in studio 4.

## Descrizione
Scritto e composto dal duo, il brano è stato selezionato per partecipare ad EMA 2019, il processo selezione nazionale per l'Eurovision Song Contest, il 16 febbraio 2019. Nella serata, il brano ha superato la prima fase, risultando fra i due più votati da giurie e pubblico, ed è stato proclamato nella superfinale a due con il 72,89% dei voti dal pubblico, garantendosi così il diritto di rappresentare la Slovenia all'Eurovision Song Contest 2019, a Tel Aviv, in Israele. La versione eurovisiva del brano, realizzata per fare in modo che la lunghezza non superasse i tre minuti come da regolamento del contest, è stata pubblicata il 15 marzo successivo. Dopo essersi qualificati dalla prima semifinale del 14 maggio, si sono esibiti per decimi nella finale del 18 maggio successivo. Qui si sono classificati al 15º posto su 26 partecipanti con 105 punti totalizzati, di cui 59 dal televoto e 46 dalle giurie.

## Tracce
Download digitale
1. Sebi (Dare to Dream Version) – 3:00
2. Sebi (Versione strumentale) – 3:00

## Classifiche
| Classifica (2019) | Posizione massima |
| ----------------- | ----------------- |
| Estonia           | 32                |
| Lituania          | 33                |
| Slovenia          | 2                 |
| Svizzera          | 77                |